# Constante solar

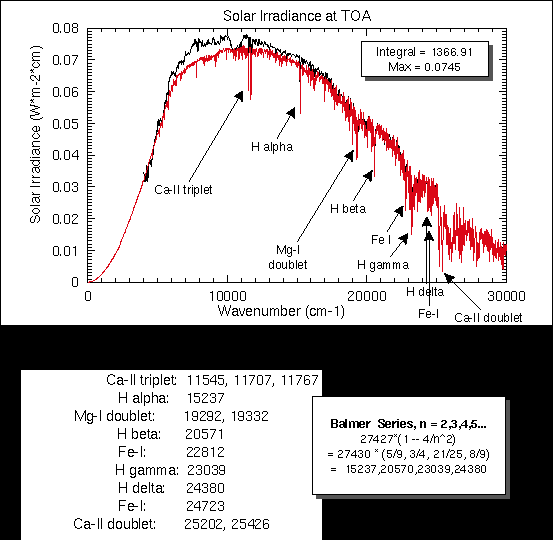
Espectro de la radiación recibida del Sol en la atmósfera exterior. La constante solar está representada por la integral (el área debajo) de la curva.

La constante solar, o irradiancia solar total, es la cantidad de energía recibida en forma de radiación solar por unidad de tiempo y unidad de superficie, medida en la parte externa de la atmósfera terrestre en un plano perpendicular a los rayos del Sol. El valor obtenido de las mediciones de satélites y aceptado actualmente es de 1361 W/m², ligeramente menor que el que todavía podemos encontrar en muchas referencias.
Para calcular la constante solar basta con dividir el flujo energético que emite el Sol por la relación de áreas entre la superficie del Sol (con {\displaystyle r_{s}\,} el radio solar) y la de una esfera de radio {\displaystyle a_{0}\,} (una unidad astronómica) del mismo. Para obtener este valor, que en la práctica está medido por satélites, se debe usar como temperatura efectiva ({\displaystyle T_{\mathrm {eff} }}) del Sol el valor 5772 K.
| Símbolo                            | Nombre                        | Valor           | Unidad      |
| ---------------------------------- | ----------------------------- | --------------- | ----------- |
| {\displaystyle K}                  | Constante solar               | 1361            | W / m²      |
| {\displaystyle \sigma }            | Constante de Stefan-Boltzmann | 5,670373(21)E-8 | W / (m² K4) |
| {\displaystyle T_{\mathrm {eff} }} | Temperatura efectiva          | 5772            | K           |
| {\displaystyle r_{s}}              | Radio solar                   |                 |             |
| {\displaystyle a_{0}}              | Radio de esfera               |                 |             |

Para la Tierra en su conjunto, dada su sección transversal de ({\displaystyle 127,5\ millones}) km², la energía por unidad de tiempo en lo alto de la atmósfera es del orden de ({\displaystyle 1,74\times 10^{17}}) W. En realidad la «constante solar» no es propiamente una constante, pero sí un parámetro que a corto y medio plazo varía dentro de márgenes estrechos.

## Otras unidades de la constante solar
La constante solar se puede expresar en {\displaystyle {\frac {calorias}{cm^{2}\cdot minuto}}\,}.
Para ello hay que recordar 1 julio = 0,24 calorías, 1 minuto = 60 s y 1 m² = 104 cm²
{\displaystyle K=1361{\frac {julios}{s\cdot m^{2}}}={\frac {1361\cdot 0,24\cdot 60}{10^{4}}}=1,960{\frac {\text{calorías}}{cm^{2}\cdot minuto}}\approx 2{\frac {\text{calorías}}{cm^{2}\cdot minuto}}\,}.
Una unidad muy utilizada para medir la energía que llega a la parte superior de la atmósfera en un día es:
{\displaystyle 1langley=1{\frac {caloria}{cm^{2}}}\,}
Así un lugar a 30° N de latitud recibe el 21 de junio, el día del solsticio de verano una insolación de ({\displaystyle 1004,7}) Langley / día y el 21 de diciembre, día del solsticio de invierno solo 480,4 langleys/día.
Por otra parte se puede calcular la insolación anual en la parte alta de la atmósfera a diferentes latitudes. Para el polo la insolación anual es 133,2 kilolangleys/año mientras en el ecuador asciende a 320,9 kilolangleys/año donde el klangley=1000 langleys.

## Historia de las mediciones de la constante solar
Entre 1837 y 1838, Claude Pouillet realizó la primera estimación cuantitativa de la constante solar en 1,77 cal/min/cm² (1228 W/m²), dentro de un 10% de la estimación actual de 1361 W/m². Utilizó un pirheliómetro de propia creación.
En 1875, Jules Violle transportó un actinómetro hasta la cima del Mont Blanc para realizar mediciones mientras, simultáneamente, un colega hacía las mismas mediciones en la base de la montaña para descartar el efecto de la atmósfera. Sin embargo, este método   estimó un valor de la constante solar de 2,54 cal/min/cm², muy alejado del valor de Pouillet.
En 1884, Samuel Langley intentó estimar la constante solar desde el Monte Whitney en California utilizando un pirheliómetro, un actinómetro y un bolómetro. Al tomar lecturas en diferentes momentos del día, intentó corregir los efectos debidos a la absorción atmosférica. Básicamente, con el pirheliómetro obtuvo una medida muy similar a la de Pouillet. Sin embargo, con el actinómetro bajó bastante el valor de Violle hasta 2,02 cal/min/cm². Langley sin embargo no estaba satisfecho sin considerar la absorción espectral de la atmósfera, con lo que después de hacer varias correcciones llegó a un valor mucho más elevado de 3,07 cal/min/cm². 
En 1905, Charles Greeley Abbot repitió las mediciones de Langley subiendo a Monte Wilson estimando una media de 2,024 cal/min/cm². Abbot reanalizó los datos de Langley identificando una corrección errónea que bajaría el valor de Langley hasta 2,114 cal/min/cm², compatible con su medición. 
Entre 1837 y 1911 se llegaron a medir valores entre 1,7 hasta 4 cal/min/cm². En una revisión de 1911, Abbot publicó una mejor estimación de 1,922 cal/min/cm² 
Abbot, junto con su grupo de colaboradores del  Observatorio Astrofísico del Instituto Smithsoniano, siguieron estimando la constante solar empleando los mismos métodos de Langley hasta que en 1954 estuvieron disponibles nuevas mediciones de la irradiancia solar espectral desde fuera de la atmósfera terrestre y se pudo obtener un valor preciso dentro del 2% de 2,00 cal/min/cm², básicamente el valor contemporáneo. 

## Luminosidad solar
Se llama  luminosidad solar a la energía emitida por el Sol en la unidad de tiempo. Por tanto vale:
{\displaystyle L_{s}=4\ \pi \ (r_{s})^{2}\ \sigma \ (T_{\mathrm {eff} })^{4}}.
Análogo resultado se obtiene en vez de hacer el cálculo para la superficie solar, hacerlo a la distancia de la Tierra y usar la constante solar. El flujo emitido por el Sol va disminuyendo con la distancia debido a que se reparte por una superficie mayor. La superficie esférica a la distancia en que se encuentra la Tierra vale:
{\displaystyle S=4\ \pi \ (a_{0})^{2}=2,81229\times 10^{23}\ m^{2}}.
La luminosidad solar vale por tanto:
{\displaystyle L_{s}=K\ S=(3,8275\times 10^{26})\ W=(3,8275\times 10^{23})\ kW}
Análogo resultado se obtiene haciendo el cálculo mediante el siguiente razonamiento:
El diámetro angular de la Tierra vista desde el Sol es de aproximadamente 1/11.700 de radián, así que el ángulo sólido de la Tierra desde el Sol es de 1/175.000.000 estereorradianes. Eso implica que la Tierra intercepta solo una parte entre 2000 millones de la radiación que el Sol emite (aproximadamente 3,828×1026 W). 
La constante solar incluye todos los tipos de radiación, no solo la visible. La constante solar está relacionada con la magnitud aparente del Sol (la intensidad de su brillo según lo recibe el espectador) cuyo valor es de −26,8; ya que ambos parámetros vienen a describir el brillo observable del Sol, aunque la magnitud se refiere solamente al espectro visible.

## Variación
La radiación emitida por el Sol no es exactamente constante, sino que sufre de fluctuaciones caóticas de muy pequeña amplitud y de oscilaciones periódicas descritas como ciclos de actividad, así como de variaciones tendenciales por las cuales el brillo del Sol ha ido creciendo lentamente a lo largo de su historia.
Las variaciones periódicas parecen consistir en varias oscilaciones de período (duración) diferente, de las que la más conocida es la de 11 años que se manifiesta como ciclo de variación de la abundancia de manchas solares en la fotosfera. Los ciclos recientes muestran una variación del brillo solar dentro de los límites de un 0,1 %; sin embargo desde el mínimo de Maunder, una época sin manchas entre 1650 y 1700, la radiación solar podría haber crecido hasta en un 0,6 %.
Los modelos teóricos del desarrollo del Sol implican que hace unos 3000 millones de años, cuando el sistema solar solo tenía un tercio de su edad, el Sol emitía solo un 75 % de la energía que emite actualmente. El clima de la Tierra era menos frío de lo que implica este dato, porque la composición de la atmósfera era muy diferente, mucho más abundante en gases de invernadero, sobre todo dióxido de carbono (CO2) y amoniaco (NH3).
Otras variaciones de carácter cíclico tienen que ver con los parámetros orbitales de la Tierra, especialmente con la excentricidad. Esta no afecta en sí a la energía media recibida a largo plazo, pero sí a las variaciones estacionales. Actualmente, la Tierra se encuentra en su perihelio a primeros de enero, coincidiendo casi con el solsticio de invierno, lo que contribuye a que el hemisferio norte recoja algo más de energía solar que el sur. Pero la fecha del perihelio (y del afelio) oscila con un período muy largo. 
En cualquier caso la excentricidad de la órbita terrestre es relativamente pequeña, pero es grande sin embargo en otros planetas, como Marte y sobre todo Plutón (ahora considerado «planeta enano»). En estos la diferencia de energía interceptada en distintos momentos del año puede llegar a ser considerable. La tabla siguiente presenta las constantes solares de los planetas del sistema solar, calculadas en función de su distancia media.

## Relevancia
El valor de la constante solar, así como su relativa estabilidad, son fundamentales para muchos de los más importantes procesos terrestres. En particular, para la determinación del clima, los procesos geológicos externos, y para la vida. También para el futuro de la humanidad, al menos en lo que este dependa del desarrollo tecnológico de las energías renovables.
Hay que recordar que considerando que la Tierra es un objeto "esférico" y que solo una de sus caras está iluminada simultáneamente, por término medio, la energía efectiva que llega del Sol a la superficie de la atmósfera resulta 348,7 W/m².

## Constante solar para los distintos planetas
El flujo emitido por el Sol va disminuyendo con la distancia debido a que se reparte por una superficie mayor.
Supongamos que llamamos {\displaystyle K_{0}\,} a la constante solar a la distancia de la Tierra (1 unidad astronómica) y K a la distancia r expresada en U.A. de cualquier planeta solar, se cumplirá que la luminosidad solar no cambia, es decir:
{\displaystyle L_{s}=K_{0}\cdot 4\cdot \pi \cdot 1^{2}=K\cdot 4\cdot \pi \cdot r^{2}\,}
es decir:
{\displaystyle K={\frac {K_{0}}{r^{2}}}\,}
Supongamos por ejemplo el planeta Marte que dista 1,5236 U.A. la constante solar valdrá:
{\displaystyle K={\frac {1361}{1,5236^{2}}}=586,3{\frac {W}{m^{2}}}\,}

## Temperatura efectiva en los distintos planetas
Para calcular la temperatura efectiva en los distintos planetas hay que hacer el cálculo del balance radiativo terrestre pero generalizado para los planetas. Se supone que cada planeta ha alcanzado el equilibrio interceptando del Sol la misma energía que irradia por su temperatura.
{\displaystyle Energia_{interceptada}=K\cdot \pi \cdot r^{2}\,} siendo r el radio del planeta.
{\displaystyle Energia_{absorbida}=K\cdot \pi \cdot r^{2}\cdot (1-a)\,} siendo a el albedo
{\displaystyle Energia_{irradiada}=4\cdot \pi \cdot r^{2}\sigma \cdot T_{e}^{4}\,}
La razón del 4 radica en que solo la sección del planeta intersecciona la energía solar mientras que toda la superficie del planeta la irradia. 
Como la energía absorbida e irradiada son iguales por el equilibrio térmico resulta:
{\displaystyle T_{e}={\sqrt[{4}]{\frac {K\cdot (1-a)}{4\cdot \sigma }}}\,}
La evaluación de la fórmula da las distintas temperaturas efectivas de los planetas. Estas temperaturas no deben confundirse con temperaturas superficiales, pues la atmósfera y las nubes reflejan parte de la radiación solar de onda corta mientras las ondas largas emitidas por la radiación térmica del planeta son absorbidas en parte por los gases de efecto invernadero aumentando significativamente la temperatura superficial especialmente en el caso de Venus mientras que si la atmósfera es delgada como en el caso de Marte no debe haber mucha diferencia.
| Planeta  | K (W/m²) | K/K0  | Albedo | Te (K) |
| -------- | -------- | ----- | ------ | ------ |
| Mercurio | 9040     | 6,7   | 0,058  | 442    |
| Venus    | 2610     | 1,9   | 0,71   | 244    |
| Tierra   | 1361     | 1     | 0,33   | 253    |
| Marte    | 590      | 0,4   | 0,17   | 216    |
| Júpiter  | 50       | 0,04  | 0,52   | 87     |
| Saturno  | 15       | 0,01  | 0,47   | 63     |
| Urano    | 3,7      | 0,003 | 0,51   | 33     |
| Neptuno  | 1,5      | 0,001 | 0,41   | 32     |